# Lunds Idrottshall

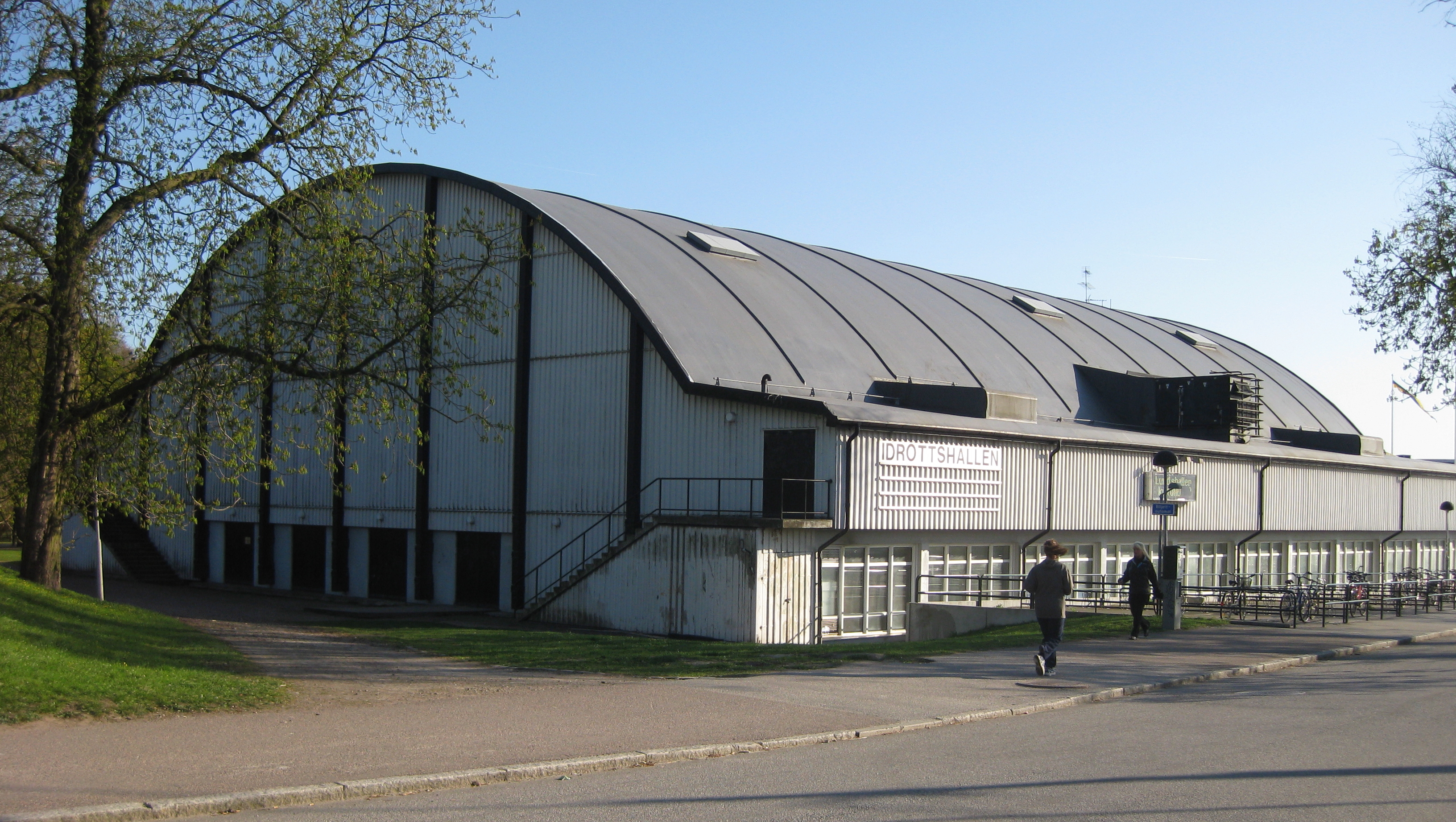
Idrottshallen i Lund

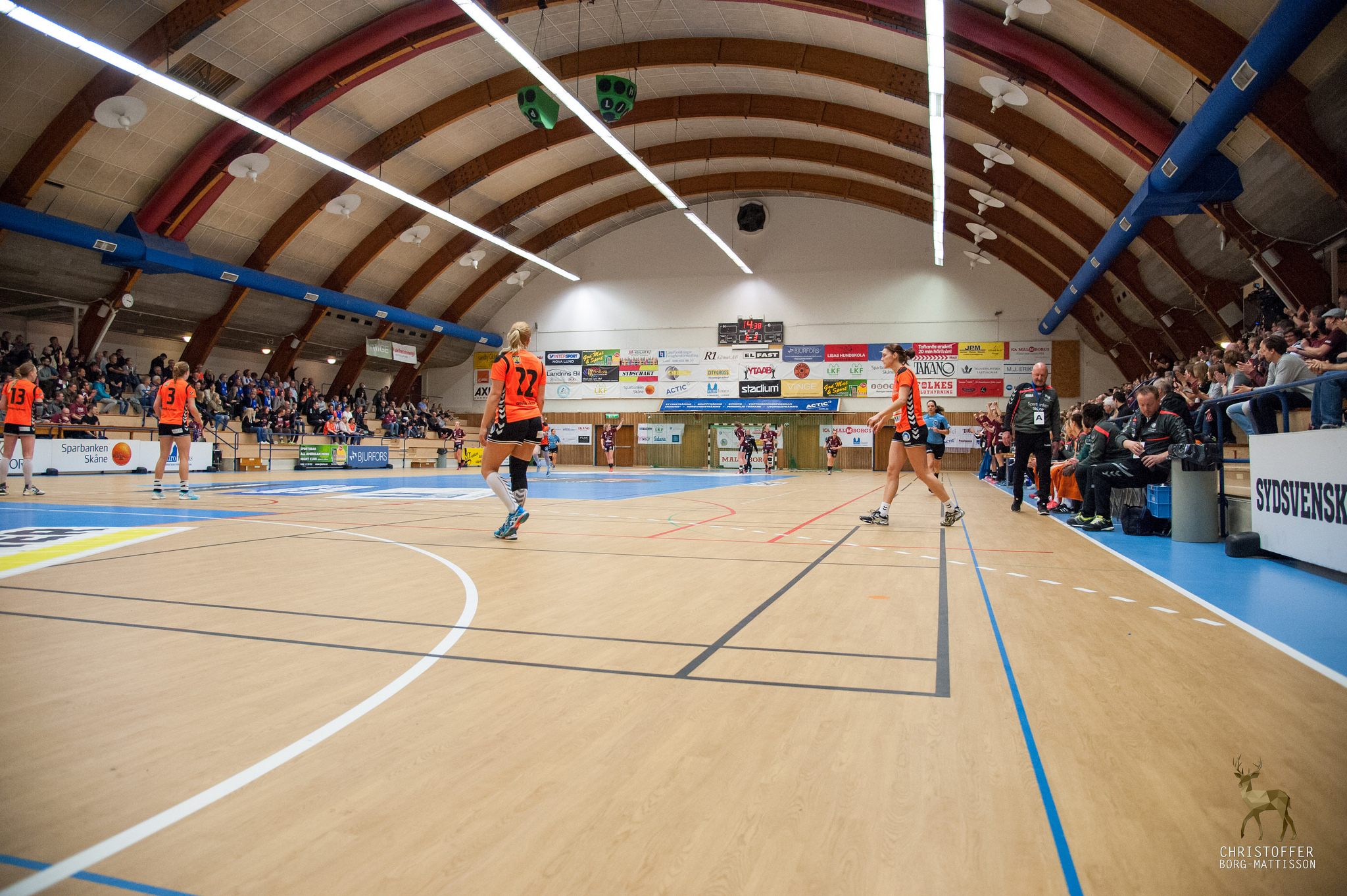
En handbollsmatch i Idrottshallen, 2017.

Idrottshallen (Lunds Idrottshall), är en sporthall i Lund. Den invigdes 1941 och är hemmaplan för IBK Lund och Lunds VK. Fram till invigningen av Färs & Frosta Sparbank Arena 2008 spelade både Lugi Handboll och H43 Lund sina hemmamatcher i hallen. Den ligger vid stadsparken.
Hallen har en publikkapacitet på 2 000 åskådare och ett publikrekord på 2 951.